# Stenolophus spretus
Stenolophus spretus es una especie de escarabajo de tierra del género Stenolophus, tribu Harpalini, subfamilia Harpalinae. Fue descrita científicamente por Dejean en 1831.
La especie se mantiene activa durante todos los meses del año excepto en noviembre.

## Distribución
Se distribuye por Estados Unidos.